# 華月賞
華月賞（かげつしょう）は、ホッカイドウ競馬が施行していた競馬の重賞競走（平地競走）である。

## 概要
2001年にサラブレッド系3歳の重賞競走として新設。ホッカイドウ競馬のグレードではH3に格付けされている。
楽天競馬が冠協賛しており、名称は「楽天競馬杯　華月賞」と表記される。
スタリオンシリーズ競走に指定されており、2009年と2010年はチチカステナンゴの種付権が副賞として贈られた。また地方交流競走にも指定され、他地区所属馬も出走が可能。
創設時より旭川競馬場で施行されていたが2009年より門別競馬場に変更。2010年は門別競馬場で7月22日に施行。2010年をもって廃止された。

## 歴代優勝馬
| 回数   | 施行日        | 開催地 | 距離  | 頭数 | 優勝馬             | 性齢 | 所属   | タイム | 優勝騎手   | 管理調教師 |
| ------ | ------------- | ------ | ----- | ---- | ------------------ | ---- | ------ | ------ | ---------- | ---------- |
| 第1回  | 2001年6月21日 | 旭川   | 1600m | 10頭 | アイエスビッグ     | 牡3  | 北海道 | 1:45.5 | 星野純一   | 小林伸義   |
| 第2回  | 2002年6月26日 | 旭川   | 1600m | 9頭  | ディーエスアロー   | 牡3  | 北海道 | 1:46.3 | 宮崎光行   | 須藤三千夫 |
| 第3回  | 2003年7月3日  | 旭川   | 1500m | 7頭  | ビックネイチャー   | 牡3  | 北海道 | 1:39.5 | 櫻井拓章   | 恵多谷豊   |
| 第4回  | 2004年7月1日  | 旭川   | 1500m | 9頭  | グローリサンディ   | 牝3  | 北海道 | 1:36.2 | 齋藤正弘   | 恵多谷豊   |
| 第5回  | 2005年7月14日 | 旭川   | 1500m | 11頭 | ドリームチャッター | 牝3  | 北海道 | 1:38.8 | 岩橋勇二   | 成田春男   |
| 第6回  | 2006年7月13日 | 旭川   | 1500m | 12頭 | ビッグマウス       | 牡3  | 北海道 | 1:37.4 | 千葉津代士 | 桑原義光   |
| 第7回  | 2007年7月12日 | 旭川   | 1600m | 11頭 | ティンスクヴィル   | 牡3  | 北海道 | 1:44.6 | 齋藤正弘   | 米川昇     |
| 第8回  | 2008年7月10日 | 旭川   | 1600m | 8頭  | ダイバクフ         | 牡3  | 北海道 | 1:45.0 | 馬渕繁治   | 佐藤英明   |
| 第9回  | 2009年7月23日 | 門別   | 1800m | 10頭 | エイガゴールド     | 牡3  | 北海道 | 1:54.2 | 吉田稔     | 堂山芳則   |
| 第10回 | 2010年7月22日 | 門別   | 1800m | 6頭  | サムライジャパン   | 牡3  | 北海道 | 1:57.4 | 小林靖幸   | 廣森久雄   |